# Postelichus productus
Postelichus productus är en skalbaggsart som först beskrevs av Leconte 1852.  Postelichus productus ingår i släktet Postelichus och familjen öronbaggar. Inga underarter finns listade i Catalogue of Life.